# Borys Kołesnikow
Borys Wiktorowycz Kołesnikow, ukr. Борис Вікторович Колесніков (ur. 25 października 1962 w Mariupolu) – ukraiński polityk i przedsiębiorca, poseł do Rady Najwyższej V, VI i VII kadencji, w latach 2010–2012 wicepremier i minister, jeden z liderów Partii Regionów, właściciel klubu hokejowego Donbas Donieck.

## Życiorys
W 1991 ukończył technikum handlowe w Doniecku, a w 1997 Doniecką Państwową Akademię Zarządzania. Pracę zawodową zaczynał w 1980 jako sprzedawca i stolarz, od 1986 zatrudniony w lokalnym zrzeszeniu spółdzielczym. Od 1992 obejmował kierownicze stanowiska w spółkach prawa handlowego działających w branży produkcyjnej i handlowej. W 2012 wartość jego aktywów (grupa Konti) szacowano na 284 miliony dolarów, co plasowało go na 51. miejscu wśród najbogatszych Ukraińców.
W 1998 został radnym donieckiej rady obwodowej, w 1999 objął funkcję jej wiceprzewodniczącego, następnie w latach 2001–2006 był jej przewodniczącym. Zaangażował się w działalność polityczną w ramach Partii Regionów. W 2003 został przewodniczącym struktur partii w obwodzie donieckim, w 2008 wiceprzewodniczącym tego ugrupowania, a w 2014 sekretarzem wykonawczym partii.
W 2004 należał do najzagorzalszych przeciwników pomarańczowej rewolucji, publicznie groził, że zwycięstwo Wiktora Juszczenki doprowadzi do rozpadu kraju. Po zmianie władzy na Ukrainie Borys Kołesnikow został w 2005 tymczasowo aresztowany pod zarzutem stosowania gróźb celem przejęcia akcji jednego z centrów handlowych. Zwolniono go po kilku miesiącach, a postępowanie karne z braku dowodów umorzono. Liderzy Partii Regionów zatrzymanie polityka oceniali jako przejaw politycznej reperkusji.
W 2006 i w 2007 Borys Kołesnikow był wybierany do Rady Najwyższej V i VI kadencji. W marcu 2010 po utworzeniu pierwszego rządu Mykoły Azarowa został wicepremierem ds. organizacji Euro 2012. W grudniu tego samego roku objął dodatkowo tekę ministra infrastruktury. W grudniu 2012 odszedł z rządu, przechodząc do sprawowania mandatu deputowanego VII kadencji. W 2014 nie ubiegał się o reelekcję. W 2016 został jednym ze współprzewodniczących Bloku Opozycyjnego, a w 2021 stanął na czele partii „Ukrajina – nasz dim”.

## Odznaczenia
- Order „Za zasługi” II klasy[2]
- Order „Za zasługi” III klasy[2]